# Hollywood Film Awards 2019
La 23ª edizione degli Hollywood Film Awards si è svolta il 3 novembre 2019 a Los Angeles in California. La cerimonia è stata presentata da Rob Riggle.

## Vincitori

### Premio alla carriera
- Charlize Theron[2]

### Miglior blockbuster
- Kevin Feige e Victoria Alonso – Avengers: Endgame

### Miglior cineasta
- Bong Joon Ho – Parasite

### Miglior regista
- James Mangold – Le Mans '66 – La grande sfida (Ford v Ferrari)

### Miglior regista rivelazione
- Olivia Wilde – La rivincita delle sfigate (Booksmart)

### Miglior produttore
- Emma Tillinger Koskoff – The Irishman

### Miglior attore
- Antonio Banderas – Dolor y gloria

### Miglior attrice
- Renée Zellweger – Judy

### Miglior attore non protagonista
- Al Pacino – The Irishman

### Miglior attrice non protagonista
- Laura Dern – Storia di un matrimonio (Marriage Story)

### Miglior attore rivelazione
- Taron Egerton – Rocketman

### Miglior attrice rivelazione
- Cynthia Erivo – Harriet

### Miglior sceneggiatore
- Anthony McCarten – I due papi (The New Popes)

### Miglior sceneggiatore rivelazione
- Shia LaBeouf – Honey Boy

### Miglior film d'animazione
- Toy Story 4, regia di Josh Cooley

### Miglior fotografia
- Mihai Mălaimare Jr. – Jojo Rabbit

### Miglior compositore
- Randy Newman – Marriage Story

### Miglior montatore
- Michael McCusker e Andrew Buckland – Le Mans '66 – La grande sfida (Ford v Ferrari)

### Migliori effetti visivi
- Pablo Helman – The Irishman

### Miglior canzone
- Pharrell Williams – "Letter to My Godfather" da The Black Godfather

### Miglior sonoro
- Donald Sylvester, Paul Massey, David Giammarco e Steven A. Morrow – Le Mans '66 – La grande sfida (Ford v Ferrari)

### Migliori costumi
- Anna Mary Scott Robbins – Downton Abbey

### Miglior trucco e acconciatura
- Lizzie Yianni–Georgiou, Tapio Salmi e Barrie Gower – Rocketman

### Miglior scenografia
- Ra Vincent – Jojo Rabbit